# Emil Goetze

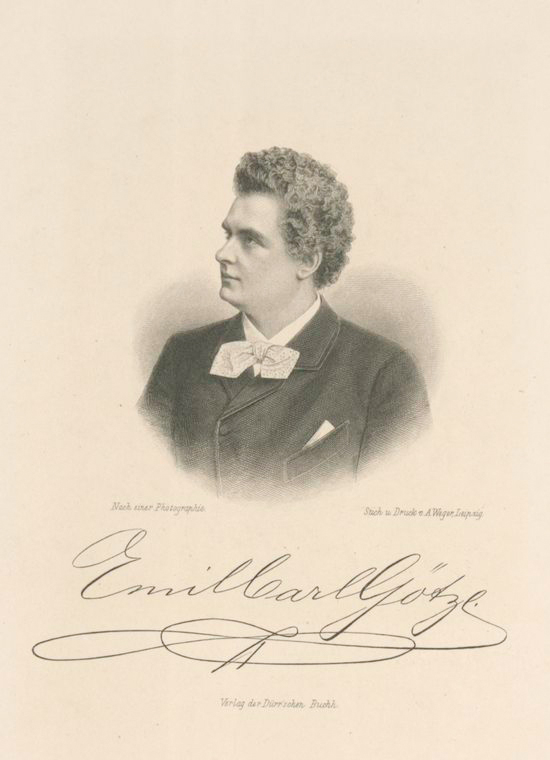
Emil Goetze.

Emil Karl Goetze, född 19 juli 1856 i Leipzig, död 28 september 1901 i Charlottenburg, var en tysk operasångare.
Goetze var engagerad vid hovteatern i Dresden 1878–1881 och sedermera i Köln, varifrån han med stor framgång gjorde gästresor till alla större tyska scener. I Stockholm uppträdde han 1895 som Profeten, Lohengrin och Faust och befanns ännu äga kvar betydande lämningar efter en ovanligt grann tenor. 